# Argyrographa moderata
Argyrographa moderata là một loài bướm đêm trong họ Geometridae.